# Wilhelm Spindler (Politiker, 1861)

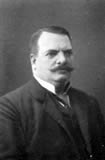
Wilhelm Spindler

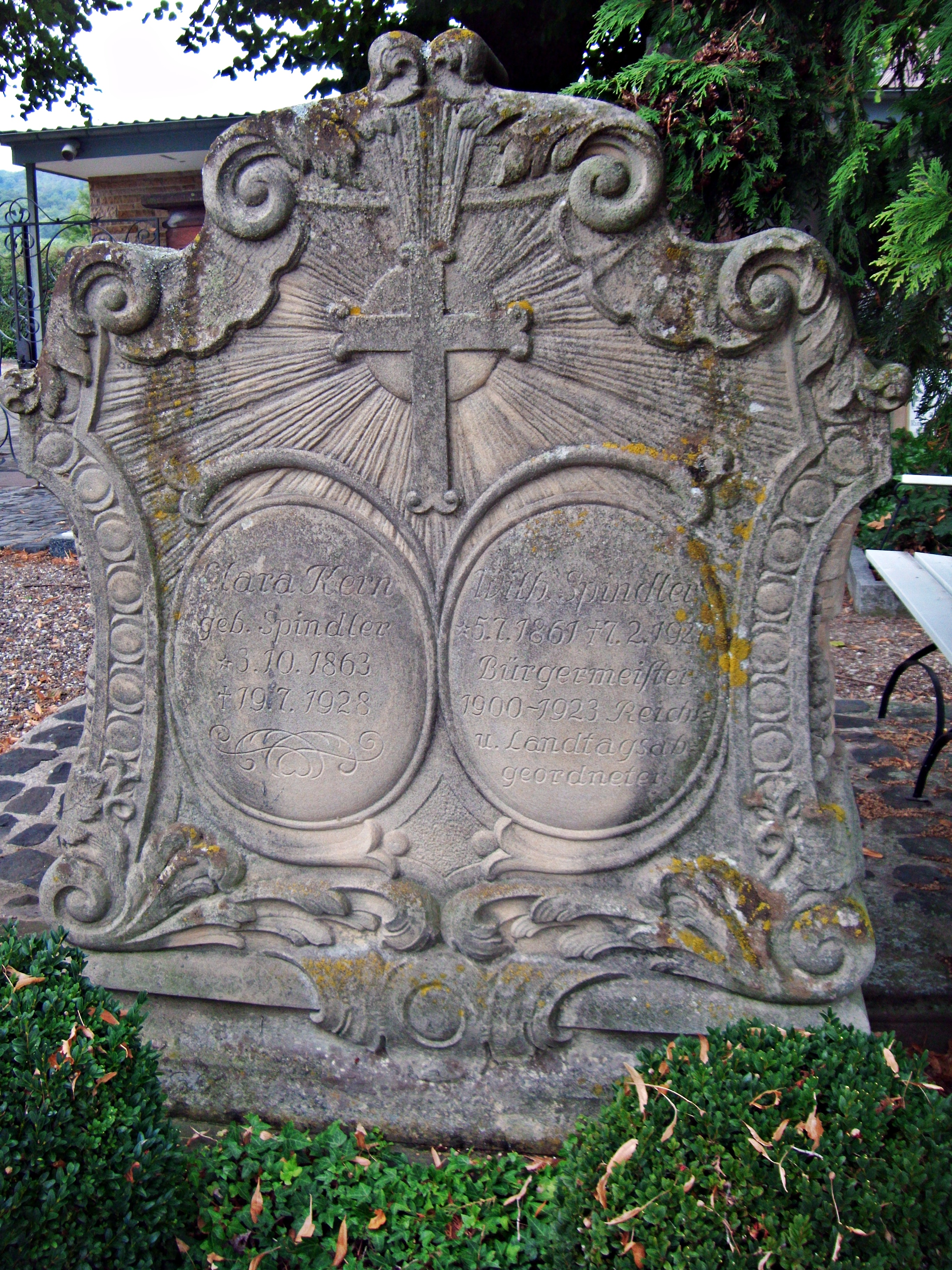
Grabstätte Friedhof Forst an der Weinstraße

Wilhelm Spindler (* 5. Juli 1861 in Forst an der Weinstraße; †  7. Februar 1927 ebenda) war ein deutscher Politiker.

## Leben
Spindler gehörte der Zentrumspartei an und stand von 1907 bis 1918 der pfälzischen Zentrumspartei vor. Von 1907 bis 1912  war er Abgeordneter im Reichstag des Deutschen Kaiserreichs, wo er den Wahlkreis Pfalz 3 (Germersheim) vertrat. Des Weiteren hatte er in der 19. Wahlperiode, von 1905 bis 1907, in der 20. Wahlperiode, von 1907 bis 1911 und in der 21. Wahlperiode, von 1911 bis 1918, einen Sitz in der Kammer der Abgeordneten des Königreichs Bayern; dabei trat er in der 19. Wahlperiode im Wahlkreis Kandel an, in den beiden darauffolgenden im Wahlkreis Germersheim. In beiden Parlamenten vertrat er die Interessen des Weinbaus in der heutigen Pfalz. Seiner Heimatgemeinde Forst stand Spindler als Bürgermeister vor und führte hier ein Weingut.